# Wiesław Wojno
Wiesław Wojno (ur. 28 sierpnia 1955, w Piechowicach) – polski trener piłkarski

## Kariera trenerska
- Miedź Legnica (1993-94)
- Zagłębie Lubin (1994-95)
- Petrochemia Płock (1995-96)
- Śląsk Wrocław (1996-97)
- Chrobry Głogów (1997-2001)
- Orlen Płock (2001-02)
- Zagłębie Lubin (2002-03)
- Górnik Polkowice (2004-2005)
- Łódzki Klub Sportowy (2005-06)
- Zagłębie Lubin (Drużyna Młodej Ekstraklasy) (2007)
- KSZO Ostrowiec Św. (2008-09)
- MKS Oława (2009)
- Tur Turek (2009-2010)

## Sukcesy
- Współautor awansu ŁKS do ekstraklasy (2006)
- Awans z KSZO do I ligi (2009)